# 268.
◄ | 2. stoljeće | 3. stoljeće | 4. stoljeće | ►
◄ | 230-ih | 240-ih | 250-ih | 260-ih | 270-ih | 280-ih | 290-ih | ►
◄◄ | ◄ | 265. | 266. | 267. | 268. | 269. | 270. | 271. | ► | ►►
Astronomija • Književnost • Kršćanstvo

## Smrti
- 26. prosinca – Dionizije, papa

## Vanjske poveznice
|  | Zajednički poslužitelj ima još gradiva o temi 268. |